# School Rumble
School Rumble (スクールランブル, Sukūru Ranburu), parfois abrégé en Sukuran ou Scramble, est un shōnen manga humoristique de Jin Kobayashi. Il est prépublié entre 2003 et 2008 dans le magazine Weekly Shōnen Magazine et est compilé en un total de 22 volumes par Kōdansha. La version française a été publiée en intégralité par Pika Édition. Un 23e tome intitulé School Rumble Z est publié en 2009 au Japon.
La série a été adaptée par le Studio Comet en anime de deux saisons et 4 OAVs entre 2004 et 2008. En France l'anime est diffusé sur la chaine Gong.

## Synopsis
Tenma Tsukamoto est une jeune élève japonaise vivant dans la ville de Yagami. Amoureuse d'un camarade de classe assez atypique, Ōji Karasuma, et qui semble ignorer tout le monde, elle ne se rend pas compte de l'intérêt que lui porte Kenji Harima, le caïd de l'école. Tous deux, bien peu accoutumés à ces démarches amoureuses, vont tout faire pour se faire remarquer par leurs cibles respectives par des moyens souvent peu conventionnels, mais toujours divertissants.
Par la suite, de nouvelles histoires se développent parallèlement à l'histoire principale, au fur et à mesure de l'arrivée des personnages (Yakumo, Eri, Mikoto, Imadori).
Chaque personnage est amoureux/amoureuse de quelqu'un (exemple : la personne A est amoureuse de la personne B, qui elle est amoureuse de la personne C, qui elle est amoureuse de la personne D).

## Personnages
Tenma Tsukamoto (塚本 天満, Tsukamoto Tenma) (1,54 m)
Tenma est la « première » héroïne de l'histoire. Maladroite, comprenant souvent de travers, peu douée pour les études, elle est amoureuse de Karasuma et fait tout pour le lui faire comprendre. Ses deux petites mèches latérales indiquent son humeur. Souvent enfantine, elle fait malgré tout son possible pour tenir son rôle de grande sœur.
Kenji Harima (播磨 拳児, Harima Kenji) (1,80 m)
Kenji est le rebelle de l'école. Solitaire, motard, portant toujours ses lunettes noires et son bouc, il ne perd jamais un combat et tout le monde le craint, à l'exception de Tennōji qui le défie fréquemment, mais Derrière le voyou se cache un cœur tendre : il est secrètement amoureux de Tenma depuis qu'il l'a sauvée (il avait  16 ans) il adore les animaux avec qui il a un lien empathique avec certain. Il a également un rêve secret : devenir mangaka. C'est vers lui et ses relations avec Tenma, Eri et Yakumo que tournera l'histoire de la deuxième saison, pour ne pas dire tout l'anime.
Ōji Karasuma (烏丸 大路, Karasuma Ōji) (1,75 m)
Karasuma est un garçon étrange, qui semble vivre dans un autre monde. Il adore le curry et se révèlera être un mangaka réputé, il a aussi plein d'autres aptitudes comme jouer de la guitare, mais il reste bizarre.
Eri Sawachika (沢近 愛理, Sawachika Eri) (1,65 m)
Eri est une jolie jeune fille de famille aisée et d'origine mi-européenne mi-japonaise, courtisée par de nombreux garçons de l'école, qu'elle repousse à chaque fois. De fait, cette protection fait qu'elle reste toujours sans amour. Au cours de la deuxième saison, elle va toutefois confirmer l'une des intrigues de la série : l'amour qu'elle porte à Harima, ce qui va la changer radicalement, entre autres avec Tenma et Yakumo.
Mikoto Suō (周防 美琴, Suō Mikoto) (1.70m)
Mikoto est une kenpōka, amie d'enfance de Hanai et dont les mensurations lui valent la proximité collante d'Imadori. Elle est très jolie, mais elle a de gros problèmes avec l'amour.
Akira Takano (高野 晶, Takano Akira) (1,60 m)
Akira est la présidente du club de thé elle et amis avec Tenma,Eri et Mikoto. Elle parle très peu, mais frappe toujours juste elle est également très observatrice et semble vivre une vie extra-scolaire pour le moins mouvementée.
Haruki Hanai (花井 春樹, Hanai Haruki) (1,80m)
Hanai est un aïkidoka et ceinture noire de Kempo. C'est aussi le délégué de classe, une fonction qu'il assume avec un sérieux souvent excessif. Il est amoureux de Yakumo et fait tout son possible pour être le plus souvent auprès d'elle, il semble avoir le même type d'émotion que Harima (la plupart du temps quand l'un est triste l'autre aussi).
Karen Ichijō (一条 かれん, Ichijō Karen)
Karen est une lutteuse d'une force quasi surhumaine. Complètement indifférente aux garçons car absorbée dans son sport, elle se découvre un intérêt pour Imadori.
Kyōsuke Imadori (今鳥 恭介, Imadori Kyōsuke)
Imadori est un dragueur par nature. Par réflexe pourrait-on dire, ce qui lui vaut des ennuis, mais il a un certain succès. Il aime particulièrement Mikoto. Il est l'un des « cinq tigres d'élites » dans l'organisation des garçons, car il possède le don de dire les mensurations des filles (surtout si elles font du bonnet D).
Jirō Yoshidayama (吉田山 次郎, Yoshidayama Jirō)
Sous-fifre, ambitieux, jaloux de Harima, il voudrait devenir un caïd comme Harima, mais dès qu'il veut lui parler il tremble. il aime Eri mais ne sait pas que elle aime Harima.
Yakumo Tsukamoto (塚本 八雲, Tsukamoto Yakumo) (1,66 m)
Yakumo est la petite sœur de Tenma. Elle est une très bonne cuisinière et possède la faculté de lire les pensées des garçons qui éprouvent quelque chose pour elle. De fait, elle passe son temps à les fuir car elle est la coqueluche des garçons du lycée. Elle peut également lire les pensées de sa sœur. Elle est plutôt renfermée, semble souvent mélancolique et adore les animaux. Elle apprécie beaucoup Harima qui partage cet intérêt, et dont les pensées lui sont étrangement imperméables.
Sarah Adiemus (サラ アディエマス)
Amie de Yakumo, membre du club de thé, elle est anglaise.
Harry Mackenzie (ハリー マッケンジー)
Sorte de clone américain d'Harima en moins voyou, il a également un certain don pour la bagarre et porte un blouson en cuir et des lunettes de soleil. Il est dans la même classe que Lala et de Masakaru Tōgō (en 2-D).
Lala Gonzalez (ララ ゴンザレス)
Lutteuse mexicaine, fille de lutteur. Très autoritaire dans son comportement, elle vit intérieurement une rivalité avec Karen, bien que celle-ci l'ait déjà battue facilement.
Noboru Tennōji (天王寺 昇, Tennōji Noboru)
c’est un voyou comme Harima, il ce batte souvent on pourrait croire son acharnement à la limite du masochisme tant ses nombreuses défaites sur Harima semblent ne pas lui faire plaisir.
Kentarō Nara (奈良 健太郎, Nara Kentarō)
Jeune homme assez effacé, il envisage de séduire Tenma, plus ou moins sur sa sollicitation, mais est considérablement impressionné par Harima dont il a ressenti l'attirance pour celle-ci. À noter qu'il se révélera être le sous-fifre d'une organisation plutôt malsaine des élèves garçon.
Masakazu Tōgō (東郷 雅一, Tōgō Masakazu)
Délégué de la 2-D, classe rivale de la 2-C, à l'esprit de compétition plutôt développé.
Itoko Osakabe (刑部 絃子, Osakabe Itoko) (1,68 m)
Professeur de physique de l’école, Itoko est également la tutrice d'Harima. Très adulte, elle entretient une forte relation avec ce dernier, qu'elle héberge la plupart du temps, l'aidant subtilement dans ses choix.
Tae Anegasaki (姉ヶ崎 妙, Anegasaki Tae)
Infirmière de l'école, séparée de son ami, elle trouve un certain réconfort en hébergeant temporairement Harima ; elle incarne l'un des nombreux fantasmes des lycéens : la superbe infirmière.

## Manga

### Liste des volumes et chapitres
| no | Japonais          | Japonais          | Français          | Français      |
| no | Date de sortie    | ISBN              | Date de sortie    | ISBN          |
| --- | ----------------- | ----------------- | ----------------- | ------------- |
| 1 | 9 décembre 2003   | 978-4-06-363244-6 | 19 septembre 2007 | 9782845997684 |
| Liste des chapitres : - 001. Plan1 from Outerspace - 002. Easy Rider - 003. Deep Space Nine - 004. Book of Love - 005. Enter the Dragon - 006. You've Got Mail - 007. Death Race 2003 - 008. The Great Escape - 009. The Girl Who Knew Little - 010. La Belle Noiseuse - 011. The Towering Inferno - 012. Unforgiven - 013. Broken Arrow - 014. Speed - 015. Rain Man - 016. Wild Party - ♭01. Wonder Woman - ♭02. Rainy Days and Mondays                                    |                   |                   |                   |               |
| 2 | 17 août 2004      | 978-4-06-363290-3 | 14 novembre 2007  | 9782845997998 |
| Liste des chapitres : - Special Chapter - 017. Field of Dreams - 018. Falling in Love - 019. I Wanna Hold Your Hand - 020. Love is War - 021. Mighty Ducks - 022. Duel - 023. Shopping - 024. Contact - 025. Apocalypse Now - 026. Last Action Hero - 027. The Cook & Girls - 028. The Deep - 029. The Boy Can't Help It - 030. A River Runs Through It - ♭03. It's a Beautiful Day - ♭04. Haunted - ♭05. High Noon                                                          |                   |                   |                   |               |
| 3 | 17 décembre 2004  | 978-4-06-363321-4 | 16 janvier 2008   | 9782845998186 |
| Liste des chapitres : - 031. God Father - 032. Deux - 033. From Here to Eternity - 034. The Shining - 035. Life is Beautiful - 036. Boy Meets Girl - 037. Mission Impossible - 038. Nuovo Cinema Paradiso - 039. The Rain People - 040. Good Fellows - 041. Die Hard II - 042. Close Encounters of the Third Kind - 043. Summertime Blues - 044. Island in the Sun - 045. Love Me Tender - 046. Dark Commander - ♭06. Tea for Two - ♭07. Plein Soliel - ♭08. Private Lessons |                   |                   |                   |               |
| 4 | 17 mars 2005      | 978-4-06-363346-7 | 19 mars 2008      | 9782845998438 |
| Liste des chapitres : - 047. Girl Fight - 048. Outrageous Miss Fortune - 049. Tora! Tora! Tora! - 050. Working Girl - 051. Singles - 052. The Wrong Man - 053. Thunder Cop - 054. Somewhere in Time - 055. Twin Peaks - 056. Haunted Honeymoon - 057. Bodily Harm - 058. The Four Seasons - ♭09. The Call of the Wild - ♭10. Lady in White - ♭11. Only When I Laugh - ♭12. Bless the Beasts & Children                                                                       |                   |                   |                   |               |
| 5 | 17 juin 2005      | 978-4-06-363391-7 | 21 mai 2008       | 9782845998698 |
| Liste des chapitres : - 059. Groundhog Day - 060. Trading Places - 061. A Star is Born - 062. The Graduate - 063. Lover Come Back - 064. Persona - 065. While You Were Sleeping - 066. The Razor's Edge - 067. The Incredible Journey - 068. Mouse Hunt - 069. The McKenzie Break - 070. Three Violent Chooks - 071. Renegade - 072. Teacher's Pet - ♭13. China Girl - ♭14. Picture Perfect - ♭15. Once Upon a Time in Mexico - ♭16. Running Man                             |                   |                   |                   |               |
| 6 | 17 septembre 2005 | 978-4-06-363433-4 | 20 août 2008      | 9782845999084 |
| Liste des chapitres : - 073. Cookie's Fortune - 074. Winning - 075. Battleground - 076. Big Man on Campus - 077. Farewell to the Kings - 078. Dead or Alive - 079. Soldiers of Innocence - 080. The Pride and the Passion - 081. You're a Big Big Boy Now - 082. Some Came Running - 083. True Blood - 084. Slow Dancing in the Big City - ♭17. Eye of the Cat - ♭18. Jump into Hell - ♭19. Best Friends                                                                     |                   |                   |                   |               |
| 7 | 17 décembre 2005  | 978-4-06-363464-8 | 22 octobre 2008   | 9782845999367 |
| Liste des chapitres : - 085. The Turning Point - 086. Appointment with Danger - 087. The Wrong Woman - 088. Souls at Sea - 089. The Rescuers - 090. The Shootist - 091. Let's Make Love - 092. Cousin Bette - 093. Uri Geller - 094. Three Bewildered People in the Night - 095. Le Sorelle - 096. Can't Stop the Music - ♭20. Hope Floats - ♮01. Ballad in Blue - Short Rumble                                                                                              |                   |                   |                   |               |
| 8 | 17 mars 2006      | 978-4-06-363505-8 | 3 décembre 2008   | 9782845999657 |
| Liste des chapitres : - 097. Two for the Road - 098. The Birthday Party - 099. The True Hearted - 100. Gelosia - 101. Too Hot to Handle - 102. Johnny Got His Gun - 103. The Dogs of War - 104. The Ultimate Thrill - 105. Quick - 106. La Travestie - 107. Whispers in the Dark - 108. Truly, Madly, Deeply - ♭21. Nuit Docile - ♭22. The Secret Garden - ♭23. California Man                                                                                               |                   |                   |                   |               |
| 9 | 17 juin 2006      | 978-4-06-363540-9 | 18 février 2009   | 9782811600112 |
| Liste des chapitres : - 109. Sleeping with the Enemy - 110. Things I Never Told You - 111. A Change of Seasons - 112. Finding Forrester - 113. The Odd Couple - 114. Venom - 115. She's the One - 116. Small-Time Crooks - 117. Mrs. Doubtfire - 118. Carnival Story - 119. A Nous Deux - ♭24. An Unsuitable Job for a Woman - ♭25. Monsters Inc. - ♭26. Amore e Chiacchiere                                                                                                 |                   |                   |                   |               |
| 10 | 16 septembre 2006 | 978-4-06-363573-7 | 22 avril 2009     | 9782811600389 |
| Liste des chapitres : - 120. Naughty Marietta - 121. It Could Happen to You - 122. Awakenings - 123. The Neverending Story - 124. Invitation to the Dance - 125. Heat - 126. Striptease - 127. The Rookie - 128. The League of Extraordinary Gentlemen - 129. Small Soldiers - ♭27. My Girl - ♭28. Days of Thunder - ♭29. Miss Annie Rooney |                   |                   |                   |               |
| 11 | 16 décembre 2006  | 978-4-06-363614-7 | 17 juin 2009      | 9782811600709 |
| Liste des chapitres : - 130. Space Jam - 131. The Basketball Diaries - 132. The Browning Version - 133. Chocolat - 134. Top of the World - 135. Short Cuts - 136. The Gods of Cookerly - 137. If the Shoe Fits - 138. Birthday Girl - 139. The Dead Class - 140. Escape to Victory - ♭30. Assault on a Queen - ♭31. Girls Night - ♭32. A Better Tomorrow |                   |                   |                   |               |
| 12 | 17 avril 2007     | 978-4-06-363641-3 | 19 août 2009      | 9782811600990 |
| Liste des chapitres : - 141. Telling Lies in America - 142. Monkey Business - 143. Soul of a Painter - 144. Calendar Girl - 145. As Good as it Gets - 146. One Hour with You - 147. Test Pilot - 148. Sans Toit Ni Loi - 149. Arlington Road - 150. Legal Eagles - 151. The Associate - 152. Charlie & Louise - ♭33. The Bear |                   |                   |                   |               |
| 13 | 16 juin 2007      | 978-4-06-363679-6 | 21 octobre 2009   | 9782811601294 |
| Liste des chapitres : - 153. High Society - 154. The Gift - 155. Shall We Dance? - 156. Le Trou - 157. The Pistol, the Birth of the Legend - 158. The Santa Clause - 159. Jingle All the Way - 160. The Lion King - 161. The Jerk - 162. Men in Black - 163. Summer Lovers - 164. Cocktail - ♭34. Sister Act - ♭35. Conte d'Hiver - ♭36. Cold Heat |                   |                   |                   |               |
| 14 | 15 septembre 2007 | 978-4-06-363718-2 | 2 décembre 2009   | 9782811601614 |
| Liste des chapitres : - 165. Aspen Extreme - 166. Love on the Run - 167. Love at Large - 168. Stakeout - 169. Gigi - 170. The Next Best Thing - 171. An Officer and a Gentlemen - 172. Lo Straniero - 173. Sayuri - 174. The Invinsible Circus - 175. The Thing - 176. Sin City - 177. Out on a Limb - 178. The Replacements - ♭37. My Funny Valentine - ♭38. Stacy's Knights                                                                                                |                   |                   |                   |               |
| 15 | 15 décembre 2007  | 978-4-06-363759-5 | 17 février 2010   | 9782811602253 |
| Liste des chapitres : - 179. The Last Samurai - 180. Goal! - 181. Traffic - 182. Modelato Cantabile - 183. Effroyables Jardins - 184. Phantom of the Opera - 185. Jenatsch - 186. River of No Return - 187. O Brother, Where Art Thou? - 188. Paparazzi - 189. Sleepless in Seattle - 190. The Sound of Music - 191. Hard Promises - ♭39. Il Futuro e Donna - ♭40. Taxi - ♭41. Desperado                                                                                     |                   |                   |                   |               |
| 16 | 16 mars 2008      | 978-4-06-363803-5 | 21 avril 2010     | 9782811602642 |
| Liste des chapitres : - 192. Mr. Holland's Opus - 193. The School of Rock - 194. Future World - 195. Intersection - 196. The Man from Snowy River - 197. Toxic Affair - 198. Legally Blonde - 199. Dream Lover - 200. Exit Wounds - 201. Wonder Boys - 202. Moonlight Mile - 203. The Seven Per-cent Solution - ♭42. Date with an Angel - ♭43. Minoes - ♭44. Confidences Trop Intimes - ♭45. Lola Rent                                                                       |                   |                   |                   |               |
| 17 | 15 juin 2008      | 978-4-06-363838-7 | 16 juin 2010      | 9782811602987 |
| Liste des chapitres : - 204. Keiner Liebt Mich - 205. Crust - 206. Alien - 207. A Letter to Three Wives - 208. L'Ami de Mon Amie - 209. A Business Affair - 210. Coming to America - 211. Courage Mountain - 212. Heat and Sunlight - 213. The Ice Storm - 214. Strapless - 215. Fantastic Four - 216. We're No Angels - ♭46. Singin' in the Rain - ♭47. American Beauty - ♭48. Blue Crush - ♭49. A Chorus Line                                                              |                   |                   |                   |               |
| 18 | 14 septembre 2008 | 978-4-06-363883-7 | 15 septembre 2010 | 9782811603465 |
| Liste des chapitres : - 217. Black Rain - 218. Under Siege 2 - 219. Three Kings - 220. The Distinguished Gentlemen - 221. A La Place du Coeur - 222. Stand by Me - 223. Pret a Porter - 224. Panic Room - 225. Amateur - 226. Threesome - 227. The Agony and the Ecstasy - 228. The Hospital - ♭50. Nacho Libre - ♭51. The Postman - ♭52. A Midsummer Night's Dream |                   |                   |                   |               |
| 19 | 17 décembre 2008  | 978-4-06-363924-7 | 1er décembre 2010 | 9782811603991 |
| Liste des chapitres : - 229. Coyote Ugly - 230. The Man in the Iron Mask - 231. On Dangerous Ground - 232. Man's Best Friend - 233. I.Q. - 234. Blindfold - 235. Fantastic Four: Rise of the Silver Surfer - 236. Marathon - 237. Secrets & Lies - 238. La Marge - 239. Butch Cassidy and the Sundance Kid - 240. Some Came Running - 241. Rocketman - ♭53. Lake Placid - ♭54. Ocean's Eleven - ♭55. Birthday Girl                                                           |                   |                   |                   |               |
| 20 | 17 mars 2009      | 978-4-06-363959-9 | 20 avril 2011     | 9782811604561 |
| Liste des chapitres : - 242. Tor Zum Himmel - 243. Embrace Your Shadow - 244. Subida al Cielo - 245. Planet of the Apes - 246. The Negotiator - 247. Un Fil a La Patte - 248. A Bittersweet Life - 249. Les Baisers - 250. Random Harvest - 251. Casanova Brown - 252. Kiss Kiss, Bang Bang - 253. Radio Days - 254. Hotel Splendide - ♭56. Rembrandt - ♭57. La Vita e Bella - ♭58. The Old Man and the Sea                                                                  |                   |                   |                   |               |
| 21 | 17 juillet 2009   | 978-4-06-384009-4 | 24 août 2011      | 9782811605223 |
| Liste des chapitres : - ♭59. Sgt Kabukiman N.Y.P.D - ♭60. Toy Love - 255. The Bodyguard - 256. Moonstruck - 257. The Accused - 258. You Can't Run Away from it - 259. Total Eclipse - 260. Finders Keepers - 261. It's a Wonderful Life - 262. Universal Soldier - 263. Tragic Hero - 264. Blood Ring - 265. Ransom! - 266. Mad Max - 267. The Fast and the Furious - 268. The Terminal                                                                                      |                   |                   |                   |               |
| 22 | 17 septembre 2009 | 978-4-06-384035-3 | 30 novembre 2011  | 9782811605872 |
| Liste des chapitres : - ♭61. Four Rooms - ♭62. Friends - 269. E La Nave Va - 270. Outlaw Blues - 271. Underworld - 272. Rocky - 273. Far and Away - 274. An Affair to Remember - 275. Sunshine and Showers - 276. Duel in the Sun - 277. Benny & Joon - 278. The Negotiator - 279. On Her Majesty's Secret Service - 280. Tomorrow Never Die - 281. Sister Act 2: Back in the Habit - 282. The Motorcycle Diaries - 283. Class                                               |                   |                   |                   |               |
| Z | 17 juin 2009      | 978-4-06-384155-8 |                   |               |
| Liste des chapitres : - ♮01. Cat Chaser - ♮02. Van Helsing - ♮03. Tickets - ♮04. Scrooge - ♮05. Michael Clayton - ♮06. The Game - ♮07. Madagascar - ♮08. Secret Society - ♮09. Patch Adams - ♮10. Goodbye Again |                   |                   |                   |               |

## Anime

### Série télévisée
L'anime comprend deux saisons de 26 épisodes chacune.
Après la diffusion de la deuxième saison, les producteurs ont annoncé par le biais d'un trailer une troisième saison qui allait être diffusée sur TV Tokyo. Celle-ci n'a cependant jamais été mise en chantier. Finalement, seulement deux épisodes OAVs sont sortis, numérotés 25 et 26, mettant un point final à l'anime, et qui ont été vendus au Japon en édition limitée avec les tomes 21 et 22. Ceux-ci se déroulent au cours des derniers tomes du manga.

#### Fiche technique de la saison 1
- Titre français : School Rumble
- Titre original : スクールランブル (Sukūru Ranburu)
- Réalisation : Shinji Takamatsu
- Société de production :  Studio Comet
- Pays d'origine :  Japon
- Genre : comédie romantique
- Date de sortie
  -  Japon : du 5 octobre 2004 au 29 mars 2005
- Licences
  -  France : WE Productions depuis le 31 mars 2008 pour la sortie en DVD
  -  Canada,  États-Unis : FUNimation Entertainment
  -   : Madman Entertainment
  -  : Revelation films
  -  : Tokyopop

#### Fiche technique de la saison 2
- Titre français : School Rumble: Second Semestre
- Titre original : スクールランブル二学期 (School Rumble Ni Gakki)
- Réalisation : Takaomi Kanasaki
- Société de production :  Studio Comet
- Pays d'origine :  Japon
- Genre : comédie romantique
- Date de sortie
  -  Japon : du 2 avril 2006 au 24 septembre 2006
- Licences
  -  France : WE Productions depuis le 31 mars 2008 pour la sortie en DVD
  -  Canada,  États-Unis : FUNimation Entertainment
  -  : Tokyopop

#### Liste des épisodes
| Épisode | Partie 1                                         | Partie 2                           | Partie 3                             |
| ------- | ------------------------------------------------ | ---------------------------------- | ------------------------------------ |
| 01      | Chamade à la rentrée !                           | Lettre d'amour et Branle bas !     | À fond les vélos !                   |
| 02      | Une interro difficile !                          | Coincée dans les toilettes !       | Une visite médicale improbable !     |
| 03      | Regard pour un croquis                           | Lettre et Flèche                   | Soirée pyjama                        |
| 04      | Le cochon grogne                                 | Le chat miaule                     | La grenouille et le kappa coassent   |
| 05      | Premier Amour ardent !                           | Un club de thé bouillonnant !      | Partie de Softball enflammée !       |
| 06      | Épreuve de survie après les cours !              | La Déclaration d'amour !           | Seuls à l'hôpital                    |
| 07      | Nettoyage de piscine !                           | Perte de contrôle à la piscine !   | Guerre à la piscine !                |
| 08      | Premières Courses !                              | Première Boite-repas !             | Premier Échec amoureux !             |
| 09      | Manga et Infortune !                             | Jeune Femme et Chagrin !           | Kappa et Tragédie !                  |
| 10      | Seigneur, je vous en prie !                      | Voyance animalière, aidez-moi !    | Ma petite Tenma, écoute-moi !        |
| 11      | Nara !                                           | Karasuma !                         | Harima !                             |
| 12      | Au secours, la plage !                           | Au secours, j'suis à poil !        | Non, sérieusement, au secours !      |
| 13      | Déclaration amoureuse !                          | Attaques et Défenses nocturnes !   | Driling, driling !                   |
| 14      | L'as-tu déjà vu ?                                | Pas si jolie non ?                 | J'en serais ravie !                  |
| 15      | Avec l'été,                                      | Avec des amis,                     | Avec des feux d'artifice.            |
| 16      | En fait, c'est le club de thé…                   | Pourtant c'est le club de thé…     | Voila pourquoi c'est le club de thé… |
| 17      | Les sentiments d'une girafe au milieu de l'été ! | Panique à la fin de l'été !        | Fini l'été, on change !              |
| 18      | Les Amours de Karen, c'est pas encore ça         | Les Amours de Karen, petit à petit | Les Amours de Karen, et puis…        |
| 19      | Rêves artistiques !                              | Jure devant Dieu !                 | Fais un vœu aux étoiles              |
| 20      | Disparue !                                       | Disparue aussi !                   | Qu'est ce qu'on va faire ?           |
| 21      | Hanai contre-attaque !                           | Vas-y Karen !                      | Onee-san, au secours !               |
| 22      | Que la guerre commence !                         | La cavalerie attaque !             | La Bataille géante !                 |
| 23      | Le Combat d'une femme !                          | Le Combat d'un homme !             | Après le combat…                     |
| 24      | Tensions                                         | Indécisions                        | Fuite                                |
| 25      | Bateau (?)                                       | Train (?)                          | Guitare (?)                          |
| 26      | Je te dirais, un jour…                           | Que tu m'as rendue heureuse…       | Un jour, je te le dirais…            |

| Épisode | Partie 1                                                  | Partie 2                                                 | Partie 3                                            |
| ------- | --------------------------------------------------------- | -------------------------------------------------------- | --------------------------------------------------- |
| 01      | C'est reparti pour la bousculade !                        | On recherche une superstar !                             | Une reprise scandaleuse !                           |
| 02      | Plans !                                                   | Champs de bataille !                                     | Amis !                                              |
| 03      | Des bêtes magnifiques VS Des beautés bestiales            | Le Dieu de la guerre VS Le Dieu du combat                | Les Professeurs VS Les Élèves                       |
| 04      | Idées pour le théâtre !                                   | Idées pour les boulettes de riz !                        | Idées pour la maison !                              |
| 05      | Les escortes sont de la culture                           | Les gâteaux sont aussi de la culture                     | Les mangas sont de la culture                       |
| 06      | La bête endormie                                          | Final !                                                  | Le Baiser impossible                                |
| 07      | Combattez férocement, chasseurs !                         | Combattez férocement, travailleurs !                     | Combattez férocement, mangeurs !                    |
| 08      | Choc ! La Naissance de l'équipe de basket-ball féminine ! | Choc ! La Danse des larmes…                              | Choc ! Prenez soin de moi s'il vous plaît, Senpai ! |
| 09      | Passe !                                                   | Dribble !                                                | Tir !                                               |
| 10      | Hee !                                                     | Hee Hee !                                                | Hee Hee Hee !                                       |
| 11      | Napoléon, à la frontière entre la vie et la mort          | Nishimoto, à la frontière entre le personnage et le rêve | Sarah, à la frontière entre le bonheur et moi       |
| 12      | Pantacourts, interdits !                                  | Entrée, interdite !                                      | Parfait, interdit !                                 |
| 13      | La Mort aux trousses                                      | Donner le nom de Karasuma                                | Faire toute la lumière sur l'énigme                 |
| 14      | Au Mercado !                                              | En Amérique (26F)                                        | Avec l'Amérique (26H)                               |
| 15      | Les hommes qui ont été abandonnés                         | Les hommes qui sont invités                              | Les hommes qui sont testés                          |
| 16      | Je ne veux pas être abordée par n'importe qui             | Je ne veux rentrer ni à l'école ni à la maison           | Dans la tente de l'obscurité                        |
| 17      | …La Fuite d'Eri                                           | …La Berceuse d'Harima                                    | …La Fausse mariée                                   |
| 18      | La Douceur des pièges du travail                          | La Douceur des pièges dans une classe                    | La Douceur des pièges d'une célébrité               |
| 19      | Ici, ailleurs, c'est Noël partout !                       | Avancer bravement vers Noël !                            | Eclate, Noël !                                      |
| 20      | Plus qu'amis…                                             | Amours inaccomplies…                                     | Avant cela…                                         |
| 21      | …C'est School Rumble                                      | ……C'est vraiment School Rumble                           | ………Je te dis que c'est School Rumble !              |
| 22      | Premier Rêve                                              | Danse du lion                                            | Nouvel an                                           |
| 23      | Le Grand Rêve                                             | Le Saut de Rêve                                          | Le rêve élu                                         |
| 24      | L'Arc en ciel du sud de la 2-C !                          | L'île inattendue et Yakumo !                             | Les Sept Mers… !                                    |
| 25      | Quel romantisme, Harima-kun !                             | Harima-kun, publié dans Jingama !                        | Viens vite, Harima-kun !                            |
| 26      | .                                                         | .                                                        | .                                                   |

#### Musiques
| Générique de début | Saison | Épisodes | Titre | Artiste                                          |
| ------------------ | ------ | -------- | --- | ------------------------------------------------ |
| 1                  | 1      | 1 - 24   | スクランブル (Scramble)                                                                                          | Yui Horie et UNSCANDAL                           |
| 2                  | 1      | 25       | 海の男はよ (Umi no Otoko wa yo)                                                                                  | 鬼哭丸少年合唱団 (Kikokumaru's Man Chorus Group) |
| 3                  | 2      | 1 - 26   | Sentimental Generation (せんちめんたる じぇねれーしょん, Senchimentaru Jenerēshon, litt. Sentimental Generation) | Ami Tokito                                       |

| Générique de fin | Saison | Épisodes       | Titre                                                                          | Artiste                                                                                            |
| ---------------- | ------ | -------------- | ------------------------------------------------------------------------------ | -------------------------------------------------------------------------------------------------- |
| 1                | 1      | 1 - 17 19 - 24 | オンナのコ♥オトコのコ; Girls♥Boys (Onna no Ko♥Otoko no Ko)                     | Yuko Ogura                                                                                         |
| 2                | 1      | 18             | 破天荒ロボ ドジビロンのテーマ (Hatenkou Robo Dojibiron's Theme)                | Jūzō Nanba & Dojibiron V (Ami Koshimizu, Hitomi Nabatame, Yui Horie, Kaori Shimizu et Mamiko Noto) |
| 3                | 1      | 25             | スクランブル (Sukuranburu, Scramble)                                           | Yui Horie et UNSCANDAL                                                                             |
| 4                | 1      | 26             | School Rumble 4 Ever                                                           | Ami Koshimizu, Hitomi Nabatame, Yui Horie et Kaori Shimizu                                         |
| 5                | 2      | 1 - 12 14 - 16 | この涙があるから次の一歩となる (Kono Namida ga Aru Kara Tsugi no Ippo to Naru) | Ami Tokito                                                                                         |
| 6                | 2      | 13             | THE LAST CANDLE                                                                | |
| 7                | 2      | 17 - 26        | 二人は忘れちゃう♡ (Futari wa Wasurechau)                                       | Ami Koshimizu et Mamiko Noto                                                                       |

### OAV
Deux OAVs de 25 minutes sont sortis en DVD le 9 décembre 2005. Ils reprennent un ensemble de petits chapitres annexes que comprend le manga et qui avaient été éludés dans l'anime.
À la suite de la diffusion de la saison 2 de School Rumble, deux OAVs conclusifs, sont sortis respectivement le 17 juillet 2008 et le 17 septembre 2008.

#### Fiche technique des OAV 1 et 2
- Titre : School Rumble OAV (スクールランブルOVA一学期補習, School Rumble Ichi Gaki Hoshû?, litt. School Rumble: Extra Class)
- Réalisation : Shinji Takamatsu
- Société de production :  Studio Comet
- Distribution :
  -   Madman Entertainment
  -   FUNimation Entertainment
  -  Revelation films
  -  Tokyopop
- Pays d’origine :  Japon
- Genre : comédie romantique
- Durée : 25 minutes chacun
- Date de sortie :  9 décembre 2005
- Licences :
  -  WE Productions acquis le 31 mars 2008 pour la sortie en DVD
  -   FUNimation Entertainment

#### Fiche technique des OAV 3 et 4
- Titre : School Rumble OAV (スクールランブル三学期, School Rumble Sangakki?, litt. School Rumble: Third Term)
- Réalisation : Shinji Takamatsu
- Société de production :  Studio Comet
- Pays d’origine :  Japon
- Genre : comédie romantique
- Date de sortie :
  -  : le 17 juillet 2008 (OAV 3) et le 17 septembre 2008 (OAV 4)

### Doublage
| Personnage       | Voix japonaise                                                                           | Voix française                                                                                 |
| ---------------- | ---------------------------------------------------------------------------------------- | ---------------------------------------------------------------------------------------------- |
| Tenma Tsukamoto  | Ami Koshimizu                                                                            | Isabelle Volpe (1re voix)                                                                      |
| Kenji Harima     | Hiroki Takahashi                                                                         | Emmanuel Gradi                                                                                 |
| Ōji Karasuma     | Hiroki Konishi                                                                           | Vincent de Bouard (1re voix)                                                                   |
| Eri Sawachika    | Yui Horie                                                                                | Agnès Manoury (1re voix)                                                                       |
| Yakumo Tsukamoto | Mamiko Noto                                                                              | Nayeli Forest (1revoix)                                                                        |
| Mikoto Suō       | Hitomi Nabatame                                                                          | Julie Deliquet (1re voix)                                                                      |
| Akira Takano     | Kaori Shimizu                                                                            | Nathalie Bienaimé (1re voix)                                                                   |
| Karen Ichijō     | Yūka Nanri (saison 1 et OAV), MAKO (saison 2, voix parlée), Lia (saison 2, voix chantée) | Julie Deliquet (1re voix), Nathalie Bienaimé (2e voix)                                         |
| Sara Adiemus     | Yukari Fukui                                                                             | Julie Deliquet (1re voix), Emma Darmon (2éme voix)                                             |
| Haruki Hanai     | Shinji Kawada                                                                            | Jean-Yves Brignon (première voix) Jean-Marc Montalto (deuxième voix)                           |
| Kyousuke Imadori | Daisuke Kishio                                                                           | Susan Sindberg (première voix) Cyril Aubin (deuxième voix)                                     |
| Noboru Tennōji   | Tomoyuki Shimura                                                                         | François Creton (1re voix)                                                                     |
| Takeichi Fuyuki  | Hiroyuki Yoshino                                                                         | Susan Sindberg (première voix) Cyril Aubin (deuxième voix) Aurélien Ghalaimia (troisième voix) |
| Itoko Osakabe    | Yū Asakawa                                                                               | Julie Deliquet (1re voix)                                                                      |
| Tae Anegasaki    | Sayaka Ōhara                                                                             | Agnès Manoury (1re voix)                                                                       |

### DVD
WE Productions est le studio qui produit et édite les coffrets DVD « collectors » en VO/VF non censurée sous forme de volume. Il y a 2 coffrets, plus un pour les OAV :
Saison 1
1. Coffret collector Vol.1, composé de 13 épisodes, est sorti le 8 juillet 2009.
2. Coffret collector Vol.2, composé de 13 épisodes, est sorti le 9 juin 2010.

OAV saison 1
1. Coffret collector, composé des 2 OAV, est sorti le 1er juillet 2010.

Saison 2
1. Coffret collector Vol.1, composé de 13 épisodes, est sorti le 13 novembre 2010.
2. Coffret collector Vol.2, composé de 13 épisodes, est sorti le 7 juillet 2011[2].

## Produits dérivés

### Jeux vidéo
- School Rumble: Neru Ko wa Sodatsu
  - Plateforme : PlayStation 2
  - Éditeur : Marvelous Interactive
  - Date de sortie :  21 juillet 2005

- School Rumble Ni-Gakki Kyōfu no (?) Natsugasshuku! Yōkan ni Yūrei Arawaru!? Otakara wo Megutte Makkō Shōbu!!! No Maki
  - Plateforme : PlayStation 2
  - Éditeur : Marvelous Interactive
  - Date de sortie :  20 juillet 2006

- School Rumble: Nesan Jiken Desu!
  - Plateforme : PlayStation Portable
  - Éditeur : Marvelous Interactive
  - Date de sortie :  7 juillet 2005

### Musiques
| O.S.T. : Original soundtrack (l'équivalent d'une Bande Originale de Film) op : opening theme (générique de début) ed : ending theme (générique de fin) single : équivalent d'un "CD 2 titres" |

- Un OST (CD contenant les musiques/chansons originales de l'anime) : スクールランブル オリジナルサウンドトラック +α (School Rumble Original Sound Track + alpha), sorti en janvier 2005. On le trouve également sous le nom School Rumble Original Sound Track - Sound School. Il est composé par Toshiyuki Omori.
- Un single pour le générique de fin : School rumble ED single - Onna no ko otoko no ko, de Yuko Ogura.
- Un single pour le générique de début : School rumble OP single - Scramble.

### Performances live

#### School Rumble Presents Come! Come! Welcome? Party
School Rumble Presents Come! Come! Welcome? Party est un concert donné le 9 décembre 2004, sorti en DVD le 24 mars 2005 où il présente dix-neuf chansons chantées en public par les seiyū ainsi que par plusieurs groupes invités.
- Groupes :
  - UNSCANDAL
  - Unicorn table
- Seiyū :
  - Yui Horie (Eri)
  - Yūka Nanri (Ichijou)
  - Kaori Shimizu (Akira)
  - Yukari Fukui (Sarah)
  - Mamiko Noto (Yakumo)
  - Ami Koshimizu (Tenma)
  - Hitomi Nabatame (Mikoto)
- Chansons interprétées :
  1. Scramble (Yui Horie et UNSCANDAL)
  2. Go! Go! Golden Days (Yui Horie et UNSCANDAL)
  3. Splash (UNSCANDAL)
  4. Infinity (Unicorn table)
  5. Distant Love (Unicorn table)
  6. Amai Yume (Unicorn table)
  7. Closer (Unicorn table)
  8. Koi no Kimochi (Mio Saeki)
  9. 17's Heart (Mio Saeki)
  10. Mai-nichi ga Rendez-vous (Yūka Nanari)
  11. Boy (Kaori Shimizu)
  12. Best Friend (Yukari Fukui)
  13. Yūgao (Mamiko Noto)
  14. Feel my feeling (Yui Horie)
  15. Suteki na Yokan (Ami Koshimizu)
  16. The super girl has the super heart (Hitomi Nabatame)
  17. School Rumble 4 Ever (Ami Koshimizu, Hitomi Nabatame, Yui Horie, Kaori Shimizu)
  18. Onna no Ko Otoko no Ko (Toutes les seiyuus)
  19. Scramble (Toutes les seiyuus)

#### School Rumble Live Butai - Osarusan dayo Harima kun
School Rumble Live Butai - Osarusan dayo Harima kun est une pièce jouée du 21 au 25 juillet 2005 relatant la saison 1 de School Rumble et sortit en DVD le 18 novembre 2005. Le casting est composé de :
- Ami Koshimizu : Tenma Tsukamoto
- Hiroki Takahashi : Kenji Harima
- Michie Kitaura : Ōji Karasuma
- Satomi Akesaka : Yakumo Tsukamoto
- Yuka Koide : Eri Sawachika
- Mai Yoshida : Mikoto Suō
- Mana Hyashi : Akira Takano
- Mami Sakamoto : Karen Ichijō
- Rikako Miura : Tae Anegasaki
- Keiichi Beshi : Kyōsuke Imadori
- Mondo Yamageshi : Haruki Hanai
- Rie Mashiko : Itoko Osakabe

### Publications
Guides
- School Rumble - Private File, sorti en Octobre 2004 chez Kōdansha.
- School Rumble - Official File, sorti en Novembre 2004 chez Kōdansha.
- School Rumble - Pleasure File, sorti en Décembre 2006.
- School Rumble - Treasure File, sorti en Décembre 2006.

### Autres produits
- Plusieurs lots de figurines.